# Comuna Mîhailivka, Berșad
Mîhailivka (în ucraineană Михайлівка) este o comună în raionul Berșad, regiunea Vinnița, Ucraina, formată din satele Romanivka și Mîhailivka (reședința).

## Demografie
Componența lingvistică a satului Mîhailivka
     Ucraineană (98,53%)
     Rusă (1,32%)
     Alte limbi (0,15%)
Conform recensământului din 2001, majoritatea populației satului Mîhailivka era vorbitoare de ucraineană (98,53%), existând în minoritate și vorbitori de rusă (1,32%).